# 민여운
민여운(閔汝雲, ? ~ 1593년)은 조선 중기의 의병으로 임진왜란 당시 진주 전투에서 크게 활약하였다.

## 생애
본관은 여흥, 자는 용종으로 고을 현령을 지냈다. 임진왜란이 발발하자, 태인에서 의병을 일으켜 함안 등지에서 전과를 올리고 1593년에는 제2차 진주성 전투에 참여하였다.
전투 중 왼팔이 잘리고 오른팔이 부러졌음에도 불구하고 계속 군사들을 독려하다가 전사했다.
사후 좌승지에 추증되고 선무원종공신에 책록되었다.